# Frihetskorset (Estland)
Frihetskorset (estniska: Vabadusrist) är en estländsk orden instiftad den 24 februari 1919 av Konstantin Päts för belöning av förtjänster under frihetskriget. Den sista benämningen till orden gjordes den 19 juni 1925 men nya benämningar kan göras under krigstid. Under Estlands första år efter självständigheten var frihetskorset den enda utmärkelsen som delades till dem militära.
Estlands president är ordens stormästare och ansvarig för nya benämningar. Frihetskorset är landets högsta möjliga utmärkelse.
Orden ges ut i tre divisioner, var och en i tre klasser. Ordens band beror på divisionen:
- militär ledarskap
- personlig tapperhet
- tjänsten på civilfronten